# آیمز
آیمز (انگلیسی: Iams) شرکت صنایع غذایی آمریکایی است، که در سال ۱۹۴۶ تأسیس شد و هم‌اکنون زیرمجموعه‌ای از شرکت مارس اینکورپوریتد می‌باشد.